# 肉珊瑚属
肉珊瑚属（学名：Sarcostemma）是萝藦科下的一个属，为无叶藤本植物。该属共有肉珊瑚等10种，分布于亚洲和非洲的热带和亚热带地区。
现已并入鹅绒藤属（Cynanchum L.）中。

## 物种
本属包括以下物种：
- 肉珊瑚 Sarcostemma acidum (Roxb.) Voigt[2]
- Sarcostemma viminale